# Super Bowl XXVII
Super Bowl XXVII var den 27:e upplagan av Super Bowl, finalmatchen i amerikansk fotbolls högsta liga, National Football League, för säsongen 1992. Matchen spelades den 31 januari 1993 mellan Buffalo Bills och Dallas Cowboys, och vanns av Dallas Cowboys. De kvalificerade sig genom att vinna slutspelet i konferenserna American Football Conference respektive National Football Conference.
Värd för Super Bowl XXVII var Rose Bowl i Pasadena i Kalifornien. Den var ursprungligen planerad att spelas på Arizona State Universitys arena Sun Devil Stadium  i Tempe. Efter att Arizona valt att sluta uppmärksamma Martin Luther King-dagen efter att Ronald Reagan förklarat den för nationell helgdag, valde Super Bowl att byta arena. De motiverade det med att flera av spelarna var färgade, och Martin Luther Kingdagen infördes för att hedra hans arbete för svartas medborgerliga rättigheter. Spelarna tyckte därför det var otrevligt att spela i en stat där guvernören valt att inte hedra dagen. Staten röstade sedan för ett införande 1992 och påföljande Super Bowl spelades på Arizona States arena.
Slantsinglingen gjordes av O.J. Simpson, som tidigare spelat för Buffalo Bills och därefter gjort en skådespelar och sportlommentatorskarriär. Två år senare anklagades han för att ha mördat sin fru, vilket ledde till en uppmärksammad biljakt och rättegång. 
För halvtidsunderhållningen stod Michael Jackson.